# Curt Winkler
Curt Winkler (* 10. August 1903 in Nerchau; † 28. August 1974 in Böblingen) war ein deutscher Maler und Grafiker.

## Leben und Werk
Winkler machte eine Lehre als Positiv-Maschinen-Retuscheur bei der Leipziger Illustrierten Zeitung, wo er danach auch arbeitete. Ab 1922 studierte er an der Staatlichen Akademie für graphische Künste und Buchgewerbe Leipzig Reproduktionsverfahren. Anschließend arbeitete er in Berlin in den Kunstanstalten „Albert Frisch“ und „Dr. Selle & Co.“. Von 1925 bis 1929 studierte er an der Staatlichen Kunstakademie in Dresden. Danach war er in Dresden freischaffender Maler und Grafiker.  
Winkler war Mitglied im Reichsverband Bildender Künstler Deutschlands und in der Zeit des Nationalsozialismus der Reichskammer der bildenden Künste und in dieser Zeit auf mindestens 23 Ausstellungen vertreten, darunter von 1937 bis 1944, außer 1939, auf den Großen Deutsche Kunstausstellungen in München mit politisch neutralen Arbeiten, zumeist Stadtansichten.
Winkler nahm als Soldat der Wehrmacht am Zweiten Weltkrieg teil und arbeitete nach der Entlassung aus der Kriegsgefangenschaft in der Sowjetischen Besatzungszone bzw. der DDR. Er war Mitglied des Verbands Bildender Künstler der DDR. 

## Rezeption
„Es entstanden zahlreiche Zeichnungen, Lithografien, Kupferstiche und Radierungen, die durch ihre detaillierte und künstlerisch vollendete Ausführung den Betrachter stets auch einen ausgeprägten inneren Eindruck des Sujets gewinnen lassen. In der genauen Auffassung und wirkungsvollen Durchführung seiner Arbeiten wurde er von Kunstkritikern wiederholt mit Menzel verglichen. Winkler erfreute sich in der Fachwelt und in der interessierten Öffentlichkeit eines hohen Ansehens.“

## Museen und öffentliche Sammlungen mit Werken Winklers (unvollständig)
- Dresden: Kupferstichkabinett
- Dresden: Stadtmuseum Dresden
- Erfurt: Angermuseum
- Frankfurt/Main: Goethe-Haus[4][5]
- Freiberg: Saxonia-Freiberg-Stiftung[6]
- Gotha: Museum Schloss Friedenstein
- Heringen: Werra-Kalibergbau-Museum[7]
- Köln: Museum Ludwig
- Leipzig: Museum der Bildenden Künste
- Leipzig: Stadtgeschichtliches Museum Leipzig[8]

## Weitere Werke (Auswahl)

### Zeichnungen
- Ruine der Frauenkirche in Dresden (Zeichnung, 1949)[9]

### Buchillustrationen
- Wilhelm Lotz (Hrsg.): Der Erweiterungsbau der Reichskanzlei. Berlin, 1939 (Bleistiftzeichnungen; u. a. mit Fotografien von Heinrich Hoffmann)

## Teilnahme an zentralen und wichtigen regionalen Ausstellungen in der DDR
- 1953: Dresden, Dritte Deutschen Kunstausstellung[10]
- postum 1985: Dresden, Albertinum („Bekenntnis und Verpflichtung“)